# Reflujo hepatoyugular
Reflujo hepatoyugular es la elevación de la presión venosa yugular cuando se presiona el abdomen en la zona donde se proyecta el hígado, por un tiempo que varía desde 30 segundos a 1 minuto y se manifiesta por la ingurgitación de los vasos venosos del cuello, es decir las yugulares.

## Mecanismos fisiológicos
El corazón es el órgano del cuerpo que se encarga de bombear la sangre a todos los tejidos. Para ello se vale de dos circulaciones: una circulación pulmonar, que se encarga de bombear la sangre venosa poco oxigenada proveniente de los tejidos corporales a los pulmones para que sea nuevamente oxigenada. Esta acción en particular es llevada a cabo por la parte derecha del corazón, es decir, el ventrículo derecho. Una vez que pasa por los pulmones, la sangre ya oxigenada regresa al corazón, esta vez a su lado izquierdo, de donde es impulsada por la contracción del ventrículo izquierdo a todo el cuerpo, lo que se denomina circulación sistémica, donde las células van consumiendo el oxígeno hasta convertirse en sangre venosa poco oxigenada, cerrándose un ciclo constante por cada latido cardíaco.
Al fallo del corazón para bombear adecuadamente la sangre se le conoce como insuficiencia cardíaca, la cual puede ser global cuando afecta toda la función del corazón o puede ser izquierda cuando es el ventrículo izquierdo el afectado, o derecha si es la parte derecha del corazón la que se ve insuficiente. En la insuficiencia cardíaca derecha la efectividad para bombear la sangre proveniente de la circulación venosa se ve afectada, provocando un remanso o acúmulo de sangre en las venas, lo que conlleva al aumento de la presión venosa que se transmite de manera retrógrada a los órganos lo que afecta predominantemente al hígado, el cual se torna congestivo, agrandado (hepatomegalia) y doloroso.
Al presionar el hígado congestionado, la sangre contenida en él fluye a través de los vasos venosos al corazón, el que por su insuficiencia primaria no puede bombearla eficazmente, provocando la distensión de las yugulares, por acúmulo de sangre en ellas.
El reflujo hepatoyugular es, por tanto, indicativo de probable fallo de la bomba cardíaca derecha.

## Método de exploración
Se pide al paciente que se acueste en decúbito dorsal o decúbito supino y se presiona con la palma de la mano el hipocondrio derecho o región donde se proyecta el hígado de manera firme mientras se visualiza el cuello buscando ingurgitación o engrosamiento de las venas yugulares lo que traduce un reflujo hepatoyugular positivo. Adicionalmente una vez ingurgitadas las venas yugulares podemos aumentar la presión que ejercemos al hígado de manera intermitente buscando encontrar pulso o salto de las venas yugulares.